# Georg Joseph von Knapp
Georg Joseph Knapp, ab 1790 Freiherr von Knapp (* 1726 in Mannheim; † 7. März 1802 in Düsseldorf), war ein deutscher bzw. jülich-bergischer Jurist, Rechtshistoriker, Verwaltungsbeamter und Richter. Ab 1780 amtierte er als Vizekanzler des Herzogtums Jülich-Berg, eines Nebenlandes Kurpfalz-Bayerns.

## Leben
Knapp wurde als ältester Sohn des kurpfälzischen Beamten Georg Knapp († 1777), Hofkammersekretär, späterer Hofkammerrat und Truchsessereikellner des Oberamts Kreuznach, in eine Beamtenfamilie der Unterpfalz geboren. Schon Urgroßvater und Großvater hatten dort öffentliche Ämter innegehabt. Knapp studierte Rechtswissenschaft an der Philipps-Universität Marburg. In Jahren 1745 und 1746 hörte er dort Lesungen des Staatsrechtlers Johann Stephan Pütter.
Am 19. April 1748 wurde er in Düsseldorf zum jülich-bergischen Hofrat und Religionscommissarius ernannt. Am 15. März 1750 erfolgte seine Vereidigung als Mitglied des kurfürstlichen Geheimen Rats für Jülich-Berg. 1756 wurde er Lehnfiskal- und Hoheitsreferendarius, 1769 jülich’scher Oberappellationsgerichtsrat, 1773 jülich’scher unterherrschaftlicher Kommissar, 1780 jülich-bergischer Vizekanzler sowie Oberappellationsgerichtskanzlei- und Lehnsdirektor. Als landesherrlicher Kommissar für die Akademie der schönen Künste zu Düsseldorf führte er außerdem die Aufsicht über die Kunstakademie Düsseldorf.

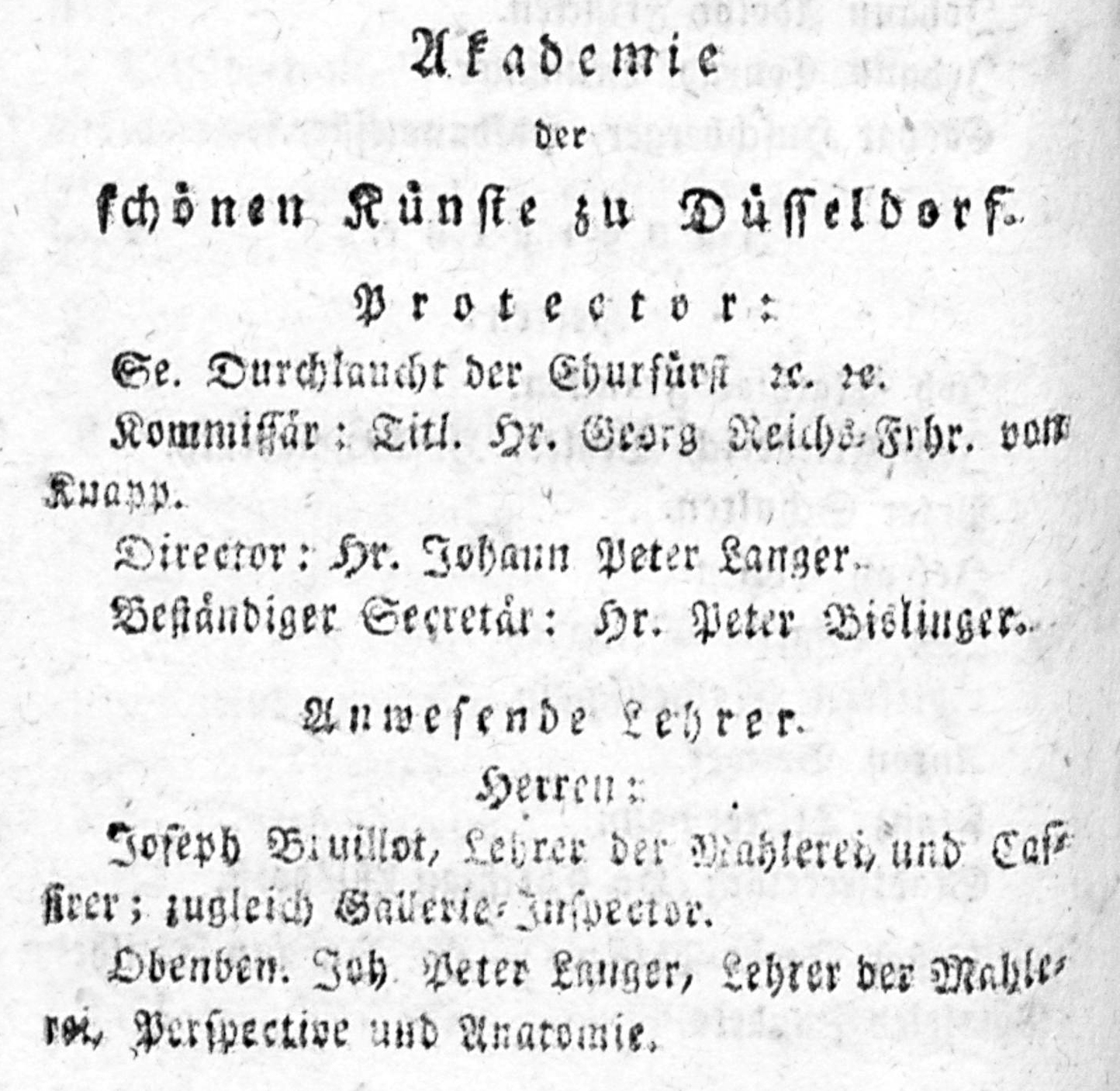
Eintrag im Jahrbuch der Armen-Versorgungsanstalt und Adressbuch von Düsseldorf, Düsseldorf 1801

Außer zahlreichen handschriftlichen Rechtsgutachten und Referaten verfasste Knapp eine Abhandlung über die jülich-bergischen Amortisationsgesetze, die 1786 veröffentlicht wurde. Eingehend beschäftigte er sich mit dem Archivgut seiner Verwaltung und hinterließ eine 16-bändige Sammlung zur jülich-bergischen Landes- und Rechtsgeschichte, die überwiegend in den Jahren 1795 bis 1797 entstand, ferner Materialien zu einem Corpus iuris Julio-Montensis und eine Sammlung jülich-bergischer Edikte bis 1801.
Knapp galt als gelehrt und geschickt. Sein Landesherr, der Kurfürst Karl Theodor von der Pfalz, verwendete ihn nicht nur häufig zur Erledigung besonders schwieriger Fragen der Verwaltung und des Lehns- wie Staatsrechts, sondern sandte ihn auch zu diplomatischen Missionen an auswärtige Höfe. Durch Diplom vom 1. Oktober 1790 erhob er ihn für seine Verdienste in den Reichsfreiherrnstand.

## Familie, Nachkommen und Wohnsitz
Knapp war mit Maria Gertrud von Lohmer verheiratet. Das Paar hatte zwei Söhne, Franz Xaver Joseph Freiherr von Knapp (1761–1793, jülich-bergischer Jurist, Hofrat und Archivar) und Jacob, der Geistlicher wurde, sowie drei Töchter, Philippine (⚭ Johann Gerhard von Lesecque), Adelgunde und Lisette (⚭ von Miller). Großnichte Knapps war die Dichterin Anna Maria Lasinsky, die Mutter der Maler August Gustav und Johann Adolf Lasinsky.
1779 erwarb Knapp für 3.200 Reichstaler den Stockamperhof in Düsseldorf-Pempelfort. Als dort um 1780 sein Sohn wohnte, der Hofrat Franz Xaver Joseph von Knapp, der gemeinsam mit seinem Vater den Nutzgarten des Anwesens zu einem Lustgarten überformen ließ, fertigte der Schweizer Maler Caspar Wolf zwei Ansichten in Öl, die dessen Familie inmitten von Treillagen und Parterres im Stil des französischen Gartens zeigen. Das von der Familie Knapp ausgebaute Gutshaus trug sodann den Namen Knappengut. Ende der 1860er Jahre ließ sich dort der Industrielle William Thomas Mulvany nieder. Dessen Nachkommen ließen bis 1899 auf dem Grundstück die Englische Kirche erbauen.